# S Almirante Karam (S-43)
Almirante Karam (S-43) é um submarino brasileiro, da Classe Riachuelo, derivada da Classe Scorpène, fabricado no Brasil e que se encontra em construção pela Marinha do Brasil. A previsão de lançamento é para o ano de 2025.
As embarcações da Classe Riachuelo são maiores no comprimento, tonelagem e capacidade de carga em relação aos originais franceses. A versão brasileira têm 71,62 metros e 1.870 toneladas, ante os 66,4 metros e 1.717 toneladas dos Scorpènes.

## Histórico
As previsões iniciais da Marinha para a entrega do primeiro submarino da nova classe eram para o ano de 2015. Porém, após alguns adiamentos, o S-40 Riachuelo foi lançado ao mar em dezembro de 2018, a fim de iniciar a fase de testes, sendo incorporado à armada em setembro de 2022.
Já o Almirante Karam, quarto e último da classe, deverá ser lançado ao mar no ano de 2025.
Os outros submarinos da Classe Riachuelo serão o S-41 Humaitá, o S-42 Tonelero e o  S-40 Riachuelo.

## Nome
Anteriormente batizado como "Angostura", em outubro de 2024 o submarino foi rebatizado como "Almirante Karam", em homenagem ao ex-ministro da Marinha e decano dos submarinistas brasileiros, almirante-de-esquadra Alfredo Karam, falecido em setembro do mesmo ano.